# Aguas de lastre

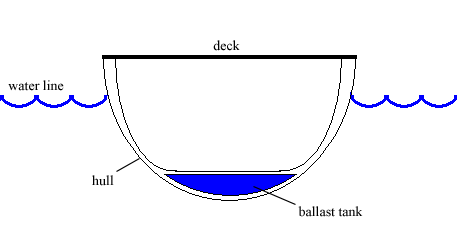
Las aguas de lastre son usadas en la navegación marítima permitiendo la estabilidad de un buque.

Las aguas de lastre (en inglés: ballast water) son empleadas en navegación marítima para procurar la estabilidad de un buque. La técnica consiste en la admisión o toma directa de agua del entorno en el que se encuentra el buque en ese momento, para la inundación total o parcial de unos depósitos o tanques especialmente diseñados en el interior del casco. El proceso puede invertirse y el agua es expulsada del navío, en un lugar que en general, suele estar alejado del punto original de toma.
La capacidad necesaria de aguas de lastre es proporcional al tamaño del buque y sus condiciones de carga, pudiendo transportar desde unos centenares de litros hasta 100 000 toneladas en las que también se incluyen sedimentos y particularmente, seres vivos animales y vegetales, incluyendo virus, bacterias y otros microorganismos. 
Esta técnica fue desarrollada a finales del siglo XIX en sustitución del tradicional uso de sólidos para el lastrado, cuya preparación era más costosa, pero con el tiempo ha sido reconocida como un problema medioambiental de primer orden, provocado por la introducción artificial de especies ajenas en ecosistemas que terminan por desequilibrarse al entrar en competencia con especies autóctonas.
Entre los casos más graves de intrusión favorecida por la técnica de aguas de lastre se encuentra el del mejillón cebra Dreissena polymorpha, originario del mar Caspio y Negro, y extendido a las aguas continentales de América del Norte y Europa meridional, como la cuenca del Ebro en España; el del gobio redondo (Neogobius melanostomus), también procedente de los mares Caspio y Negro, así como las denominadas mareas rojas, o invasiones de algas.
En 1991 el "Comité de Protección del Medio Ambiente Marino" (MEPC en sus siglas en inglés), adoptó la resolución 50(31) - Normas para prevenir la introducción de organismos no deseados y patógenos por la descarga del agua de lastre y sedimentos de los buques – mientras que la "Conferencia sobre Medio Ambiente y Desarrollo de las Naciones Unidas" (UNCED), llevada a cabo en Río de Janeiro en 1992, reconoció el asunto como una preocupación internacional mayor. En el año 2004, se adoptó el "Convenio Internacional para el Control y Gestión del Agua de Lastre y Sedimentos de los Buques" (BWM Convention) que requiere a todos los buques implementar un Plan de Gestión de Agua de Lastre y Sedimentos aprobado por la Administración Marítima de los Gobiernos, y cuya entrada en vigor tendrá lugar a la ratificación de al menos 30 estados. A fecha 30 de septiembre de 2007, 10 estados (entre ellos España) representando un 3,42% del tonelaje mundial habían ratificado el Convenio.
Entre las técnicas empleadas para el tratamiento de las aguas de lastre se encuentran las de Filtración y separación; la esterilización por ozono, luz ultravioleta, corrientes eléctricas o tratamiento térmico; el uso de biocidas o germicidas, o las técnicas de diálisis, ósmosis u ósmosis inversa.